# Asazuke
L'asazuke (浅漬け?) è un metodo di preparazione particolare dei sottaceti, tipico della cucina giapponese, si basa su prodotti leggeri e veloci da preparare.

## Metodo di preparazione
Si utilizzano vegetali quali cetrioli, melanzane, daikon e cavoli cinesi (hakusai), vengono tagliati a piccoli pezzi, viene aggiunto del sale e messo in un contenitore (solitamente un sacchetto sigillato). In alternativa viene aggiunto dell'aceto e del nukazuke.

## Diffusione
L'asazuke è una dei più diffusi metodi di preparazione dei sottaceti, superato soltanto dal kimchi.

## Tipi
- Asazuke no moto (浅漬けの素?), base per asazuke.